# Політик

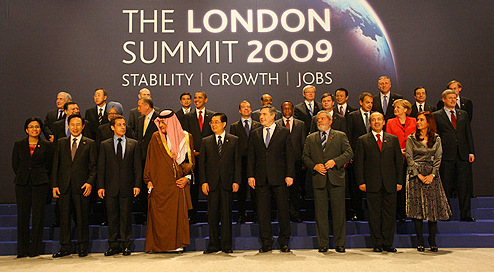
G20

Полі́тик — особа, яка цілеспрямовано веде політичну діяльність або впливає на політику, обіймає чи прагне до певної громадської посади. Здебільшого, нині політиків обирають виборці; на відміну від політиків, чиновників призначають.

## Статус
Політики можуть належати до виконавчої влади (особливо вища посадова особа, наприклад президент, мер), судової влади (скажімо посади мирового судді чи окружного прокурора у США), але більшість політиків належить до законодавчої влади (члени парламентів, міських рад). Єдиним органом законодавчої влади в Україні є парламент — Верховна Рада України.
Через те, що більшість політиків обіймають виборні посади, вони проводять передвиборчі кампанії, заради переконання людей віддати за них власні голоси.
Переважно, політики є членами політичних партій.
Приклади посад:
- депутат
- міністр
- президент
- прем'єр-міністр
- монарх
- мер

Політики у літературі:
"Дума пралісу" — памфлет знаного вітчизняного письменника Осипа Турянського, 1921 рік. Сповідь перед судом Сатани, збірного образу українського політика, який емігрував на захід в час, коли на початку 20 століття по завершенню Першої світової війни після розвалу імперій, могла постати потужна українська держава за зразком Чехословаччини, Польщі, Фінляндії та інших:
"Найбільший злочинець, це та людина, що видерла з душі народу віру в себе, у власну силу й у власну боротьбу на шляху до сонця. А мені вдалося защепити в душу мого народу їдь сумніву та зневіри. Ця зневіра лягла зморою на мій народ і бичуватиме навіть його майбутні покоління. Отруту сумніву і зневіри будуть навіть діти мого народу висисати з молоком із материних грудей. Ось чому я найбільший злочинець! Ось чому я отримаю найвищу пекельну нагороду!"
"Все королівське військо" — (англ. All the King’s Men) — роман видатного американського письменника Роберта Пенна Воррена, виданий 1946 року, про політика який часто не гидує ніякими засобами для досягнення власної мети.